# Zwarte Vijvers
Zwarte Vijvers (Frans: Étangs Noirs) is een station van de Brusselse metro, gelegen op de grens van de Brusselse gemeenten Sint-Jans-Molenbeek en Koekelberg.

## Geschiedenis
Het metrostation werd op 8 mei 1981 in gebruik genomen samen met de twee andere metrostations Graaf van Vlaanderen en Beekkant ter verlenging van de westtak van metrolijn 1. Sinds de herziening van het metronet in 2009 rijden metrolijnen 1 en 5 in dit station.

## Situering
Het is gelegen onder het Zwarte Vijversplein, waar de Gentsesteenweg en de Piersstraat samenkomen.

## Kunst
De kunstenaar Jan Burssens creëerde een impressie van de Zwarte Vijvers die zich op de locatie van het station bevonden voordat de stad zich ernaar uitbreidde. Het olieverfpaneel meet 4 bij 14 meter en werd opgehangen in de perronhal, boven de ingang van de metrotunnel.